# Kushadevi
Kushadevi (Nepali कुशादेवी) ist ein Dorf und ein Village Development Committee (VDC) in Nepal im Distrikt Kabhrepalanchok.
Das VDC Kushadevi liegt 20 km südöstlich der nepalesischen Hauptstadt Kathmandu. 

## Einwohner
Bei der Volkszählung 2011 hatte das VDC Kushadevi 7114 Einwohner (davon 3264 männlich) in 1549 Haushalten.

## Dörfer und Weiler
Kushadevi besteht aus mehreren Dörfern und Weilern. 
Die wichtigsten sind:
- Kushadevi (1580 m ⊙)
- Parkhalchaur (1442 m ⊙)
- Roshi (2060 m ⊙)
- Thakurigaun (940 m ⊙)